# Вовнюк Прокоп

Прокоп Вовнюк - козак армії УНР, діяч української культури на Підляшші

Вовнюк Прокоп (Прокіп) Петрович (1900—1993) — учасник українських визвольних змагань, підстаршина армії УНР. Учасник боїв з більшовиками з 1919 по 1925 р. Диригент церковних хорів, діяч православної української культури на Підляшші.

## Життєпис

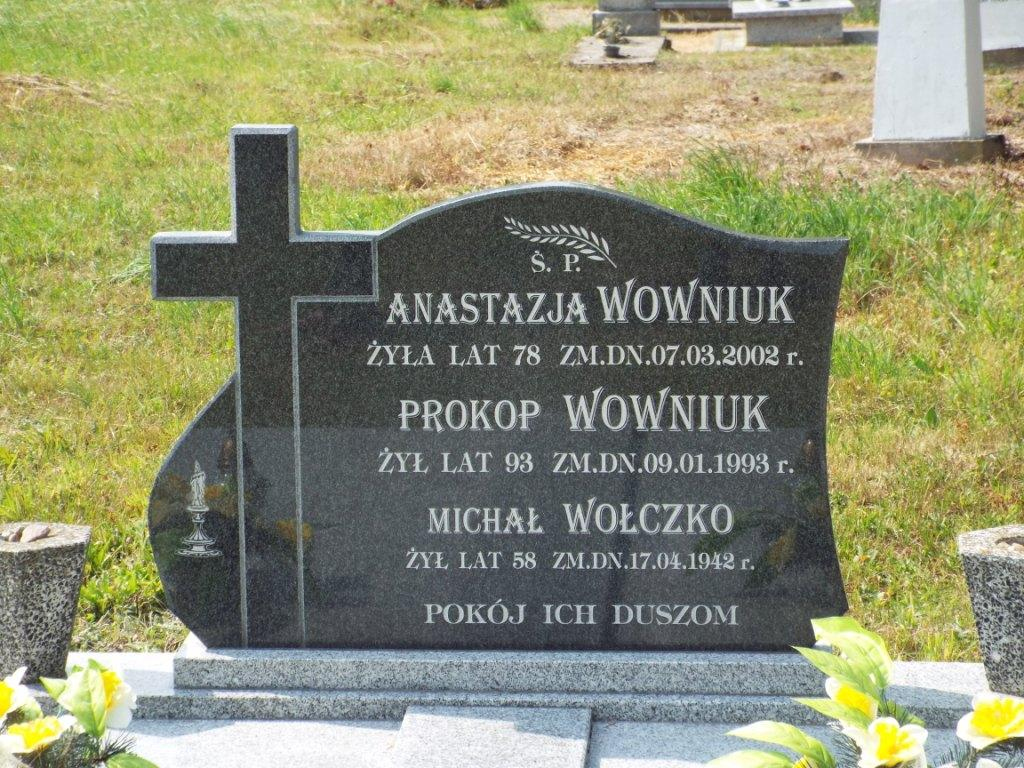
Нагробок Прокопа і Анастасії Вовнюк, с. Голя. Фото 2019 р.

Народився 12 березня 1900 р. в с. Дяківці Літинського району, Вінницька область, в родині Петра Вовнюка та Євдокії з дому Паламарчук. Перервав навчання в духовній семінарії внаслідок зайняття Поділля більшовиками. Вступив до лав українських відділів. З 1919 р. був козаком 61-го Гайсинського полку імені Симона Петлюри, яким командував Яків Гальчевський. В складі відділів цього командира УНР був до кінця листопада 1920 р., а після цього до 1922 р. — в керованих Гальчевським повстанських відділах на Поділлі.
На Прокопа було заведено Особову справу №37, яка збергіається в ДГА СБУ. В ній зазначається, що Вавнюк Прокоп, Прокопій, Прокофій (1902 р.н.) – козак загону Я. Гальчевського. Родом з с. Майдан Літинський (наразі с. Яблунівка) теперішнього Літинського району Вінницької області. Один з тих, хто з отаманом відступив у Польщу 03.09.1922 р., ймовірно звідти вже не повертався в Україну. Подальша доля не відома. Отже бачимо що низка питань викладених у справі не збігається з збереженими родиною.
Після переходу на територію Польщі осів на території Підляшшя і жив, заробляючи працею псалмиста в православних парафіях в с. Милейчиці (Milejczyce) та Новосади (Nowosady), а потім як диригент церковних хорів в повіті Біла. Тенор Вовнюк диригував хором у Гороститі, їздив до Володави, де диригував хором у місцевій православній церкві. Він приятелював зі священником Митрофаном Будзько — інженером, який врятував від переслідування з боку поляків церкву у Сосновці. Два роки керував хором у Любліні (ймовірно, у православній церкві на вул. Руській). Цим він зробив вагомий внесок у розвиток та підтримання української православної культури на Підляшші. Зауважимо, що в той час вона була значно підірвана біженством.
Під час Другої світової війни потрапив до концтабору Майданек, де за допомогу іншим в'язням не раз потрапляв до карцеру. Після втечі ховався, але стався повторний арешт. Мусив ховатися і в післявоєнні роки, коли його розшукували спеціальні відділи Червоної армії.
Помер 1993 року, похований на православному цвинтарі у селі Голі, що у Володавському повіті.

## Значення постаті
Фото Подільської повстанської групи, вересень 1922 року, після переходу 2 вересня за р. Збруч на польську територію (джерело архів УСБУ у Вінницькій області справа 12197, арк. 49 (у конверті). Місце знімку — Тернопіль. 

Особи зображені на фото — текст подається без змін, відповідно до протоколів (архів УСБУ у Вінницькій області справа 12197, арк. 41-48,50-51) допитів затриманого повстанця Корнелишина Ф. С. (на фото № 44) у якого вилучено це фото: 1. Отаман банди — ГАЛЬЧЕВСЬКИЙ — ОРЕЛ — житель Літинського повіту, села Літинської гути, 28 років.
2. Помічник отамана банди — ПОГИБА Петро — 23 роки, жит. Кубанської області, Станиці Старо-Титарівської.
3. Начальник Штабу банди — КОНОПЕНКО Павло Степанович, — 32х років, житель Херсонської губернії.
4. Лікар банди — МОТРУК житель Буковини, 27 років.
5. комендант і начальник контррозвідки банди — КОХАН Іван, 23 роки, житель м-ка Вовковинець.
6. Командир сотні банди — БАБІЄНКО 32-х років, жит. м. Летичів
7. Ад'ютант штабу банди — КОВБАСЮК Євгеній — 26 років житель Брацлавського повіту с. Забіжжя.
8. Командир бригади ХМАРА — ХАРЧУК Семен Васильович — 32-х років, жит. Войтівецької вол. села Мордина.
9. Начальник штабу бригади Хмари — ЄВСІЄВСЬКИЙ, 32 років, житель Полтавської губ.
10. Начальник-штабу 3-ї бригади — Богданенко Віктор Олександрович 21 рік, житель міс. Бара.
11. Козак банди — ПАШКОВСЬКИЙ Пилип, житель Київської губ. Липовецького повіту, с. Калник, 22х років.
12. козак, житель села Кулиги, Літинського повіту.
13. козак — ГОРОДЕЦЬКИЙ, житель Летичівського повіту, Вербецького — Майдана, 20 років.
14. козак на імя Нарцен, житель Летичівського повіту, Вербецького — Майдана, 20 років.
15. козак — ОСТАПЧУК Юліан, жит. с. Літинка, Літинського повіту 23 роки.
16. козак — ГАБІНЕТ Семен, житель с. Уладівки, Вінницького повіту 23 роки.
17. козак ІВАНОВ Пилип, жит. с. Сохни, Літинського повіту, 19 років.
18. Командир сотні — ГРАБАРЧУК Онисим, жит. Пиківської — Слобідки, Він. повіт, 21 рік.
19. козак КОРОЛЬ Антон, житель м. Пилява, Літинського повіту, 22 роки.
20. Козак по імені Іван, жит. с. Сохни Літинського повіту 22 роки.
21. Козак ПОЛІЩУК Тимофій, житель села Майдан-Стасів Літинськ. п. 20 років.
22. Козак ЛЕТСЬКИЙ Феодосій 19 років житель с. Педоси Літинського повіту.
23. Козак Стрелецький Терентій, 26 років, жит. м. Хмільника.
24. Козак по імені Корній, років 20, житель с. Сохни Літинського повіту.
25. Козак КОВАЛЬ Стефан 22 роки, житель з Галичини.
26. Козак ДРЕМБЛЮГА 20 років, жит. с. Івчі Літинського повіту.
27. Козак по імені Костя 21 рік жит. с. Сохни Літинського повіту.
28. Козак ВИШТАЛЮК Яків 20 років, жит. села Зиновінців Літинського повіту.
29. Козак ШЕРШОВ Григорій 26 років жит Майд-Сахнянснький Літинського повіту.
30. Козак Осадчук Григорій 30 років, жит. с. Кусиківці Літинського повіту.
31. Козак Швець Петро 22 роки, жит. Пиківської Слобідки Він.повіту.
32. Козак Поляруш Ахтемон, 22 роки, жит. с. Майдана-Стасіва Літ.п.
33. Козак Поліщук Олексій 25 років, жит. с. Майдана Стасева, Літинськ повіту
34. Козак Синдзюк Василь 32х років. жит. села Сохни Літинського повіту.
35. Козак Вовнюк Прокоп 20 років, жит. хутора Майдана-Літинецького, Літинськ. повіту.
36. Козак Надія Андрій Павлович, 25 років жит. Полтавської губ.
37. Козак Григоренко Василь 36 років, жит. с. Сохни Літинського повіту
38. Козак: по імені Василь 25 років, жит. Катеринославської губ.
39. Козак: Дідер Петро 23 роки, жит. с. Гармаки Лет.повіту.
40. Козак: Мочерний Франц 20 років жит. с. Супівка Могилівського повіту.
41. Козак: Городецький Сидір 21 рік, жит. Майлана Вербецького, Летичівського повіту.
42. Козак: галичанин 24 роки жит. Галичини.
43. Козак: Бобрецький 21 года жит. хуторів Бобрецьких Летичівського повіту.
44. Козак: Корнелишин Федір, 27 років, житель с. Уладівки, Вінницького повіту.
45. Козак: Рожнетовський Альбін, 27 років, жит. с. Уладівки Вінницького повіту.
46. Костюк Порфірій, 22 роки, козак, житель м. Дяківці, Літинського повіту.
47. Козак: по кличці Пулла 23 роки, житель Майд-Стасева, Літ.повіту
48. Козак: Ророга Іван 35 років, житель села Літинки, Літинськ повіту.
49. Козак: Харковий Василь 25 років, житель с. Сохни, Літинського повіту
50. Козак: Покитка Іван, 26 років. жит. села Майдана — Стасева, Літ. повіту.
51. Козак: Поліщук Василь 35 років, жит. с. Вугли, Літинськ. повіту
52. Козак: Топоровський Микита 28 років, житель с. Сохни, Літинськ повіту

Прокоп Вовнюк є одним з небагатьох вояків 61-го Гайсинського полку імені Симона Петлюри, про якого збереглися відомості. Прокоп Вовнюк — учасник боїв за незалежність України до 1925 р.
Суспільна діяльність Прокопа Вовнюка на Підляшші стала вагомим внеском у збереження та розвиток православної української культури Підляшшя. З його постаттю пов'язані нововиявлені українські сліди в цьому регіоні, зокрема у Володаві, Гороститі, Голі, Білій-Підляській та, імовірно, Любліні[який?].
Могила Прокопа Вовнюка відноситься до переліку військових українських поховань у Польщі. Її згадано у праці О. Колянчука «За нашу і вашу свободу. Учасники українських визвольних змагань 1917—1921 рр.».
Могила також подана в списку тих, які розшукував благодійний фонд «Героїка» в дослідженні «Місця пам'яті Української революції 1917—1921 років».